# Hypoflavia andicola
Hypoflavia andicola är en lavart som först beskrevs av Müll. Arg. ex Zahlbr., och fick sitt nu gällande namn av Marbach 2000. Hypoflavia andicola ingår i släktet Hypoflavia och familjen Caliciaceae.   Inga underarter finns listade i Catalogue of Life.